# Histioea imaon
Histioea imaon là một loài bướm đêm thuộc phân họ Arctiinae, họ Erebidae.